# Dietmar Lorenz
Dietmar Lorenz, född 23 september 1950 i Langenbuch i Thüringen, Tyskland, död 8 september 2021, var en östtysk judoutövare.
Han tog OS-brons i herrarnas halv tungvikt i samband med de olympiska judotävlingarna 1980 i Moskva.
Han tog även OS-guld i herrarnas öppna klass i samband med de olympiska judotävlingarna 1980 i Moskva.